# Unione Astronomica Internazionale

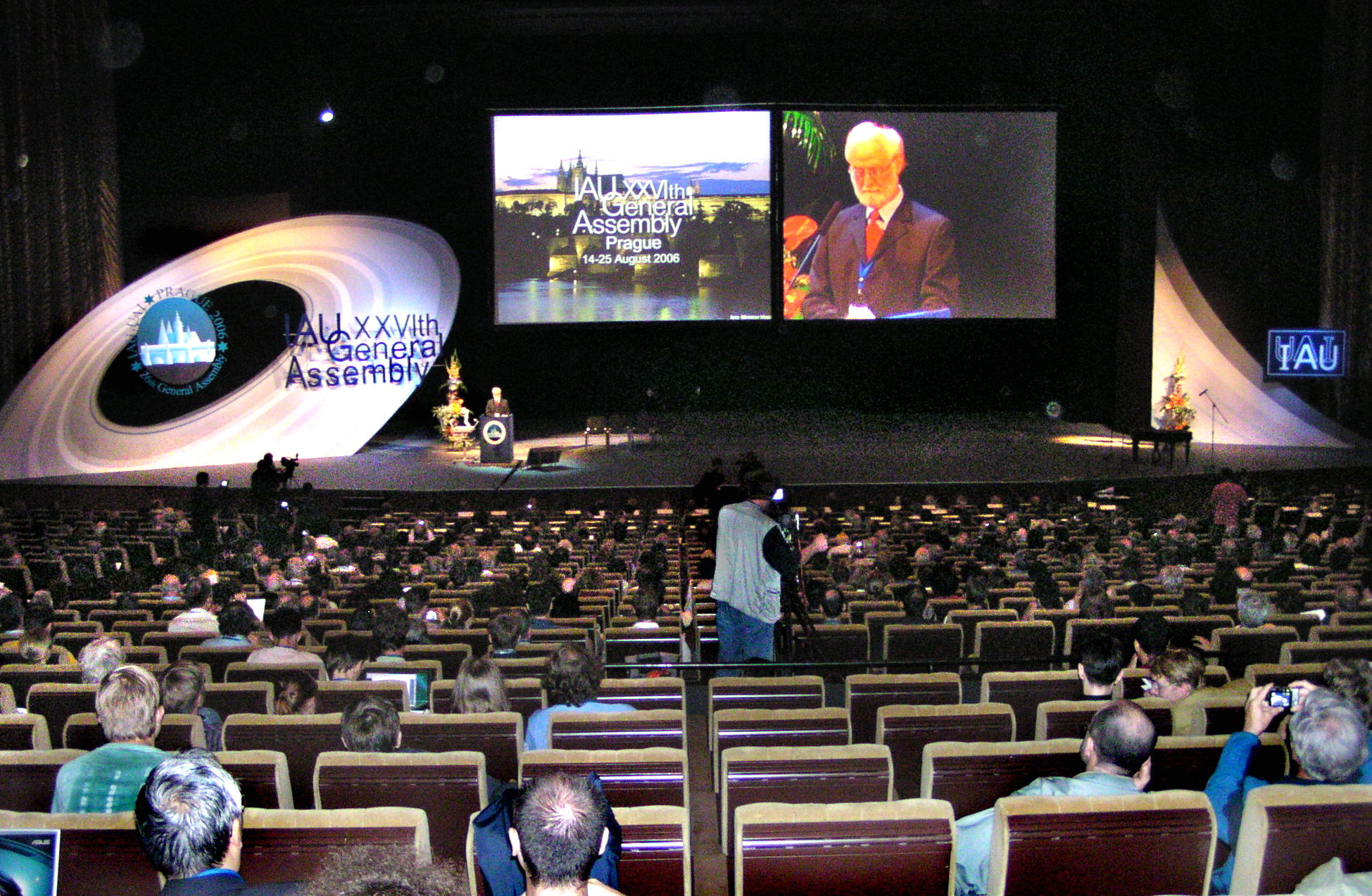
Cerimonia d'apertura della 26ª Assemblea generale della UAI nel 2006 a Praga.

L'Unione Astronomica Internazionale - UAI, (in francese: Union Astronomique Internationale - UAI, in inglese: International Astronomical Union - IAU) unisce le società astronomiche del mondo, membro dell'International Council for Science, ovvero l'autorità riconosciuta per assegnare i nomi a stelle, pianeti, asteroidi e altri corpi celesti, e la sua sede centrale è a Parigi (Francia).
Responsabile del sistema di Circolari UAI, che allertano gli astronomi sui fenomeni improvvisi, anche se non lo gestisce direttamente, fu fondata nel 1919 come unione di vari progetti internazionali, tra cui la Carte du Ciel, l'Unione solare e l'International Time Bureau. Il suo primo presidente fu Benjamin Baillaud.

## Commissioni
L'UAI si suddivide in 40 gruppi di lavoro, specializzati nei diversi campi di cui si occupa l'associazione organizzati in 12 divisioni.
| Divisione | Disciplina/e                                       |
| --------- | -------------------------------------------------- |
| I         | Astronomia fondamentale                            |
| II        | Il Sole e l'eliosfera                              |
| III       | Scienze dei sistemi planetari                      |
| IV        | Le stelle                                          |
| V         | Le stelle variabili                                |
| VI        | La materia intestellare                            |
| VII       | La Via Lattea                                      |
| VIII      | Le galassie e l'universo                           |
| IX        | Tecniche ottiche ed infrarosso                     |
| X         | Radioastronomia                                    |
| XI        | Astrofisica delle alte energie e tecniche spaziali |
| XII       | Attività comuni a tutte le divisioni               |
Il Working Group for Planetary System Nomenclature (WGPSN, Gruppo di lavoro per la nomenclatura dei sistemi planetari), che opera nell'ambito della Divisione III, stabilisce, per autorità dell'UAI, le convenzioni di nomenclatura astronomica ed indica la denominazione delle caratteristiche superficiali, geografiche e geologiche, per i corpi planetari: i pianeti e alcune loro lune. Il Committee on Small Body Nomenclature (CSBN, Comitato sulla nomenclatura dei corpi minori) ha il compito di assegnare il nome ai corpi minori del Sistema solare recentemente scoperti, in sostituzione della designazione provvisoria attribuita all'oggetto in modo convenzionale al momento della scoperta. Il nuovo nome assume carattere definitivo dopo la sua pubblicazione su circolare del Minor Planet Center.

## Assemblee generali
Dopo l'Assemblea Costituente del 1919, dal 1922 si svolge ogni tre anni, ad eccezione del periodo bellico 1939-45, un'assemblea generale della UAI che elegge il presidente con incarico triennale.
| Assemblea   | Anno       | Località                    | Presidente                                                                                    |
| ----------- | ---------- | --------------------------- | --------------------------------------------------------------------------------------------- |
| Costituente | 1919       | Bruxelles ( Belgio)         | Benjamin Baillaud ( Francia)                                                                  |
| I           | 1922       | Roma ( Italia)              | William Wallace Campbell ( Stati Uniti)                                                       |
| II          | 1925       | Cambridge ( Regno Unito)    | Willem de Sitter ( Paesi Bassi)                                                               |
| III         | 1928       | Leida ( Paesi Bassi)        | Frank Watson Dyson ( Regno Unito)                                                             |
| IV          | 1932       | Cambridge ( Stati Uniti)    | Frank Schlesinger ( Stati Uniti)                                                              |
| V           | 1935       | Parigi ( Francia)           | Ernest Esclangon ( Francia)                                                                   |
| VI          | 1938       | Stoccolma ( Svezia)         | Arthur Eddington ( Regno Unito) (fino al 1944) Harold Spencer Jones ( Regno Unito) (dal 1944) |
| VII         | 1948       | Zurigo ( Svizzera)          | Bertil Lindblad ( Svezia)                                                                     |
| VIII        | 1952       | Roma ( Italia)              | Otto Struve ( Stati Uniti)                                                                    |
| IX          | 1955       | Dublino ( Irlanda)          | André-Louis Danjon ( Francia)                                                                 |
| X           | 1958       | Mosca ( Unione Sovietica)   | Jan Oort ( Paesi Bassi)                                                                       |
| XI          | 1961       | Berkeley ( Stati Uniti)     | Victor Ambartsumian ( Unione Sovietica)                                                       |
| XII         | 1964       | Amburgo ( Germania)         | Pol Swings ( Belgio)                                                                          |
| XIII        | 1967       | Praga ( Cecoslovacchia)     | Otto Heckmann ( Germania Ovest)                                                               |
| XIV         | 1970       | Brighton ( Regno Unito)     | Bengt Georg Daniel Strömgren ( Danimarca)                                                     |
| XV          | 1973       | Sydney ( Australia)         | Leo Goldberg ( Stati Uniti)                                                                   |
| XVI         | 1976       | Grenoble ( Francia)         | Adriaan Blaauw ( Paesi Bassi)                                                                 |
| XVII        | 1979       | Montréal ( Canada)          | Manali Kallat Vainu Bappu ( India)                                                            |
| XVIII       | 1982       | Patrasso ( Grecia)          | Robert Hanbury Brown ( Regno Unito)                                                           |
| XIX         | 1985       | Nuova Delhi ( India)        | Jorge Sahade ( Argentina)                                                                     |
| XX          | 1988       | Baltimora ( Stati Uniti)    | Yoshihide Kozai ( Giappone)                                                                   |
| XXI         | 1991       | Buenos Aires ( Argentina)   | Aleksandr Boyarchuk ( Russia)                                                                 |
| XXII        | 1994       | L'Aia ( Paesi Bassi)        | Lodewijk Woltjer ( Paesi Bassi)                                                               |
| XXIII       | 1997       | Kyoto ( Giappone)           | Robert Kraft ( Stati Uniti)                                                                   |
| XXIV        | 2000       | Manchester ( Regno Unito)   | Franco Pacini ( Italia)                                                                       |
| XXV         | 2003       | Sydney ( Australia)         | Ronald Ekers ( Australia)                                                                     |
| XXVI        | 2006       | Praga ( Rep. Ceca)          | Catherine Cesarsky ( Francia)                                                                 |
| XXVII       | 2009       | Rio de Janeiro ( Brasile)   | Robert Williams ( Stati Uniti)                                                                |
| XXVIII      | 2012       | Pechino ( Cina)             | Norio Kaifu ( Giappone)                                                                       |
| XXIX        | 2015       | Honolulu ( Stati Uniti)     | Silvia Torres-Peimbert ( Messico)                                                             |
| XXX         | 2018       | Vienna ( Austria)           | Ewine van Dishoeck ( Paesi Bassi)                                                             |
| XXXI        | 2022[3][4] | Pusan ( Corea del Sud)      | Debra Elmegreen ( Stati Uniti)                                                                |
| XXXII       | 2024       | Città del Capo ( Sudafrica) |                                                                                               |
| XXXIII      | 2027[5]    | Roma ( Italia)              |                                                                                               |